# Saison 2014-2015 du Stade Malherbe Caen
Maillots
Chronologie
Saison précédente Saison suivante
La saison 2014-2015 du Stade Malherbe de Caen, club de football français, voit le club évoluer en Ligue 1. C'est la 14e saison du club normand à ce niveau.
Le SM Caen termine la saison au 13e rang, le 5e meilleur classement de l'histoire du club, malgré une 20e et dernière place à la trêve hivernale. Le club assure son maintien en Ligue 1, son objectif déclaré, à l'avant-dernière journée. Il est le seul des trois promus à y parvenir. 
L'équipe caennaise reçoit en fin de saison le prix du « beau jeu et de l'audace » de la part des Cahiers du football . Elle s'est illustrée notamment par le nombre de buts marqués (54 en championnat, soit la 4e meilleure attaque de la compétition), malgré l'absence de buteur attitré, ainsi que par le très grand nombre de pénaltys concédés (15, un record).

## Historique

### Avant-saison
À la suite de la promotion dans l'élite, le budget prévisionnel est largement en hausse, de 11 à 26 millions d'euros.
Après deux saisons en Ligue 2, le club doit d'abord gérer ses joueurs en fin de contrat. Mathieu Duhamel, buteur décisif la saison précédente, prolonge son contrat de deux ans, ainsi que le défenseur Alexandre Raineau. Les autres joueurs en fin de contrat (Aurélien Montaroup, Laurent Agouazi, Thomas Bosmel...) et joueurs prêtés (Jonathan Kodjia, Mathias Autret, Kim Kyung-Jung) ne sont par contre pas reconduits. Le meilleur passeur de Ligue 2 Fayçal Fajr et le défenseur international malien Molla Wagué refusent par ailleurs de prolonger leur contrat et signent respectivement au Elche CF et à l'Udinese
Le club cherche ensuite à se renforcer avec plusieurs joueurs d'expérience. Le 16 juin 2014, les signatures de Julien Féret, milieu de terrain venu du Stade rennais, et Rémy Vercoutre, gardien de but de l'Olympique lyonnais, sont officialisées. Les deux joueurs, en fin de contrat, signent respectivement pour un et deux ans. Le lendemain, le prêt de l'attaquant Sloan Privat, sous contrat avec La Gantoise, est à son tour officialisé. Il est annoncé à cette occasion le recrutement de trois joueurs venus de Ligue 2 et National, les défenseurs Jordan Adéoti et Damien Da Silva et le milieu offensif Hervé Bazile, ainsi que la prolongation de l'ailier Lenny Nangis. Le 24 juin, le club dévoile une nouvelle recrue : Emmanuel Imorou, latéral gauche arrivé de Clermont, qui signe pour trois ans. Le 4 juillet, le club officialise l’arrivée de Florian Raspentino en provenance de l'Olympique de Marseille 
| Nom                | Nationalité  | Transfert                  | Provenance/Destination | Division           |
| Arrivées           | Arrivées     | Arrivées                   | Arrivées               | Arrivées           |
| ------------------ | ------------ | -------------------------- | ---------------------- | ------------------ |
| Rémy Vercoutre     | France       | Transfert (libre)          | Olympique lyonnais     | Ligue 1            |
| Julien Féret       | France       | Transfert (libre)          | Stade rennais          | Ligue 1            |
| Florian Raspentino | France       | Transfert (400 000 euros)  | Olympique de Marseille | Ligue 1            |
| Sloan Privat       | France       | Prêt (avec option d'achat) | KAA La Gantoise        | Jupiler Pro League |
| Emmanuel Imorou    | Bénin        | Transfert (libre)          | Clermont Foot          | Ligue 2            |
| Jordan Adéoti      | Bénin        | Transfert (libre)          | Stade lavallois        | Ligue 2            |
| Damien Da Silva    | France       | Transfert (300 000 euros)  | Clermont Foot          | Ligue 2            |
| Hervé Bazile       | France Haïti | Transfert (libre)          | Le Poiré-sur-Vie       | National           |
| Yrondu Musavu-King | Gabon        | Retour de prêt             | Uzès Pont du Gard      | National           |
| Riffi Mandanda     | France       | Retour de prêt             | Uzès Pont du Gard      | National           |
| Départs            |              |                            |                        |                    |
| Aurélien Montaroup | France       | Fin de contrat             | US Créteil-Lusitanos   | Ligue 2            |
| Jonathan Kodjia    | France       | Retour de prêt             | Stade de Reims         | Ligue 1            |
| Mathias Autret     | France       | Retour de prêt             | FC Lorient             | Ligue 1            |
| Kim Kyung-Jung     | Corée du Sud | Retour de prêt             |                        |                    |
| Fayçal Fajr        | France Maroc | Transfert (libre)          | Elche CF               | Liga               |
| Molla Wagué        | Mali         | Transfert (libre)          | Udinese                | Serie A            |
| Thomas Bosmel      | France       | Fin de contrat             | AC Arles-Avignon       | Ligue 2            |
| Romain Poyet       | France       | Fin de contrat             | Amiens SC              | National           |
| Laurent Agouazi    | Algérie      | Fin de contrat             | Atromitos Athènes      | Superleague Elláda |

### Récit de la phase aller
Le Stade Malherbe affronte lors des matches amicaux de l'été le Stade rennais (Ligue 1) le 9 juillet (victoire 2-0, buts de Koïta et Musavu-King), le Havre AC (Ligue 2) le 14 juillet lors du traditionnel « Trophée des Normands » (0-0, victoire aux tirs au but 4-2), le FC Chambly (National) le 23 juillet (victoire 3-1, buts de Duhamel, Raspentino et Privat), le RC Lens le 26 juillet (victoire 4-2, buts de Duhamel (3) et Koita) et Amiens SC (National) le 2 août (défaite 0-1).
Dans la suite de ces matchs de préparation prometteurs, les Caennais débutent la saison par deux victoires sur le terrain d'adversaires directs : Évian TG (0-3), lors de la première journée, puis le Stade de Reims (0-2) lors de la 3e journée. La victoire face à Évian offre au club, pour la première fois de son histoire, la première place du championnat. Du fait de l'indisponibilité du stade Michel-d'Ornano, réservé aux Jeux équestres mondiaux de 2014, les Caennais jouent leurs deux premiers matchs de championnat à domicile au MMArena, au Mans, à environ 160 km de Caen. Les deux réceptions, du Lille OSC puis du Stade rennais, se concluent par deux défaites similaires et frustrantes, sur le même score de un but à zéro, scellé par deux pénaltys qui sont aussi les deux seuls tirs cadrés de leur adversaire, alors que les Caennais ont été les deux fois réduits à dix (Appiah et Kanté ayant été respectivement expulsé). L'arbitrage face à Lille fait particulièrement polémique. Les semaines suivantes sont difficiles puisque avec quatre déplacements en six journées, conclus par trois matchs nuls et une défaite, et la réception du Paris SG puis de l'Olympique de Marseille, qui l'emportent tous deux en Normandie. À Toulouse et contre Marseille, les Caennais laissent échapper de précieux points en toute fin de partie. Après dix journées, Caen tombe à la 18e place avec neuf points. 
Lors de la onzième journée, Caen gagne enfin à domicile contre Lorient. En novembre 2014, le club se trouve impliqué dans l'affaire des « matchs présumés truqués » du Nîmes Olympique, au cours de laquelle le président Jean-François Fortin et le directeur de la sécurité Pilou Mokkedel sont mis en examen. Xavier Gravelaine, recruté comme directeur général pendant l'été, assure l'intérim à la tête du club. 
La fin d'année est catastrophique, les Caennais ne remportant aucun match entre le 1er novembre et le 10 janvier, ne récoltant en Ligue 1 que trois points sur 27 possibles. Cette série de neuf matchs sans victoire fait plonger Malherbe à la dernière place. Le maintien parait alors compromis car après vingt journées le club ne compte que quinze points, à cinq points du premier non-relégable (le FC Metz). L'équipe se démarque notamment par le nombre exceptionnellement important de pénaltys concédés.

### Transferts de mi-saison
À la fin du mois de janvier, devant la volonté de Florian Raspentino et Mathieu Duhamel, en difficulté sportive, de quitter le club, le Stade Malherbe conclut plusieurs prêts : Emiliano Sala arrive d'abord de Bordeaux comme attaquant, puis Raspentino est prêté à Dijon FCO. Après plusieurs jours de négociation, le SM Caen et Évian TG, un concurrent direct pour le maintien, s'accordent sur un échange : Duhamel, remplacé par Sala, rejoint la Savoie, tandis que Nicolas Benezet, un ailier droit comme Raspentino, arrive en Normandie. 
Enfin, le défenseur Jean-Jacques Pierre, qui a perdu sa place de titulaire, signe au SCO Angers, en Ligue 2.
| Nom                 | Nationalité | Transfert | Provenance/Destination | Division |
| Arrivées            | Arrivées    | Arrivées  | Arrivées               | Arrivées |
| ------------------- | ----------- | --------- | ---------------------- | -------- |
| Emiliano Sala       | Argentine   | Prêt      | Girondins de Bordeaux  | Ligue 1  |
| Nicolas Benezet     | France      | Prêt      | Évian TG               | Ligue 1  |
| Départs             |             |           |                        |          |
| Florian Raspentino  | France      | Prêt      | Dijon FCO              | Ligue 2  |
| Mathieu Duhamel     | France      | Prêt      | Évian TG               | Ligue 1  |
| Jean-Jacques Pierre | Haïti       | Prêt      | SCO Angers             | Ligue 2  |

### Récit de la phase retour
La trêve et le stage de remise en forme, où intervient un préparateur mental, Gérard Baglin, permet au groupe de se remobiliser. Le Stade Malherbe se redonne espoir en janvier en réalisant une série inattendue d'excellents résultants : les Caennais remportent quatre victoires d'affilée contre le Stade de Reims (4-1), le Stade rennais à l'extérieur (4-1), l'AS Saint-Étienne (1-0) et enfin le Toulouse FC (2-0) qui lui permettent de se replacer dans la course au maintien. Lors de la 25e journée, le club étire sa série d'invincibilité en faisant match nul au Parc des Princes contre le Paris SG, tenant du titre (2-2). Les Caennais profitent de la réduction de l'équipe parisienne à neuf joueurs, due aux sorties sur blessure de quatre joueurs parisiens, pour marquer deux fois dans les derniers instants du match. Puis ils l'emportent à domicile face au RC Lens, un concurrent direct pour le maintien (4-1), et renversent au Stade Vélodrome l'Olympique de Marseille, 3e au classement (2-3). Sur les huit premiers matchs de la phase retour, le club caennais a engrangé 19 points, soit quatre de plus que sur toute la phase aller. Ces résultats sont notamment marqués par les niveaux de performance élevés du meneur de jeu Julien Féret, décevant jusque-là, et des buteurs Sloan Privat et Emiliano Sala, qui remplacent Duhamel, parti fin janvier.
En mars, le Ligue de football professionnel disculpe finalement le club et le président Fortin dans l'affaire des matchs présumés truqués. Durant cette période, le club n'engrange qu'un seul point en trois matchs face à Bordeaux, Lorient et Metz, réduisant à trois points son avance sur le 18e. Après la trêve internationale, les Caennais remportent in extremis la victoire à Nantes, avant de concéder de nouvelles défaites, à domicile face à Monaco (0-3) et Guingamp (0-2), et à Montpellier dans des conditions de jeu qui font polémique (0-1).
Cette inquiétante série prend fin à Nice où Malherbe réalise un match de qualité, conclu par un match nul prometteur (1-1), puis en battant brillamment l'Olympique lyonnais, pourtant en pleine lutte avec le Paris SG pour le titre. Les Caennais l'emportent 3-0, grâce notamment à un doublé de Nicolas Benezet, déjà décisif à Nice. Cette victoire mémorable permet à l'équipe d'atteindre les 42 points. Le maintien est officialisé lors de la journée suivante après un match nul (1-1) à Bastia, qui permet au club de compter six points d'avance sur Évian TG, 18e. 
Le club annonce dès la fin de saison plusieurs prolongations de contrat, parmi lesquelles ceux de l'entraîneur Patrice Garande et de l'emblématique milieu de terrain Nicolas Seube.

### Bilan
Le SM Caen termine la saison au 13e rang avec 46 points, grâce à douze victoires et dix matchs nuls, et se classe 7e sur la phase retour uniquement. Avec 54 buts inscrits, il présente la quatrième meilleure attaque de Ligue 1, derrière le Paris SG, l'Olympique de Marseille et l'Olympique lyonnais. L'équipe affiche le 7e meilleur bilan pour les matchs à l'extérieur. L'équipe caennaise pratique cette saison-là un jeu rapide et direct, passant par les ailes, adapté aux matchs à l'extérieur. Ce constat est illustré par le taux de possession de balle moyen (45 %) et le nombre de ballons joués (18544), parmi les plus faibles du championnat, et le nombre de centres (975) et de tirs (451, dont 150 cadrés), parmi les plus élevés du championnat. 
Dans le classement produit par le site classementvideoligue1.fr, qui calcule un classement virtuel de Ligue 1, corrigé en fonction des erreurs d'arbitrage, le SM Caen termine à un inattendu 8e rang, avec 56 points, signe que le club n'a pas toujours eu les faveurs de l'arbitrage. Les Caennais ont connu d'ailleurs un nombre élevé d'expulsions (5, seuls l'EA Guingamp et l'OGC Nice en ont subi davantage) tout en étant sanctionné du plus faible nombre de cartons jaunes (42) parmi les pensionnaires de Ligue 1.
Au classement des affluences, le public caennais est le 12e de Ligue 1, avec une moyenne de 16 991 spectateurs. Le club termine aussi à la 3e place du championnat des tribunes organisé par la LFP.

## Joueurs et club

### Effectif professionnel
L'équipe-type est basée sur les trois principaux joueurs d'expérience de l'effectif : le gardien de but Rémy Vercoutre et le meneur de jeu Julien Féret, les deux recrues majeures de l'été, ainsi que le milieu défensif Nicolas Seube, redevenu titulaire à la mi-saison. Féret est promu capitaine, Seube est son vice-capitaine. Ils sont entourés de joueurs plus jeunes, souvent novices en Ligue 1. Parmi ces derniers, le défenseur Damien Da Silva, le milieu de terrain N'Golo Kanté et l'ailier Lenny Nangis sont des « révélations ».
Si l'équipe brille par le nombre de buts qu'elle inscrit (54 en championnat), elle ne dispose pas d'un buteur attitré. Hervé Bazile est le meilleur buteur avec sept buts en Ligue 1 et un en Coupe de la Ligue. Il est suivi de Julien Féret, auteur de six buts en championnat entre fin décembre et fin février, lors de l'incroyable remontée du club au classement, et des buteurs Mathieu Duhamel, parti pendant l'hiver après avoir inscrit six buts en championnat et deux en Coupe de la Ligue, Sloan Privat, auteur de six buts après avoir remplacé ce dernier, après une longue période de remise en forme, et Emiliano Sala, arrivé en prêt en janvier et auteur de cinq buts en treize apparitions. Au classement des passeurs, les meilleurs Caennais sont Féret et Thomas Lemar (4 en championnat).

### Staff technique
Patrice Garande est maintenu à son poste. Le club recrute par ailleurs un directeur général, en la personne de son ancien attaquant vedette Xavier Gravelaine.

### Sponsors et équipementier
L'équipementier du club est l'Américain Nike, sous contrat avec le SM Caen depuis 2007.

## Les rencontres de la saison

### Championnat de Ligue 1
Le championnat débute le 9 août 2014 et se termine le 23 mai 2015.
| Date                       | Journée | Adversaire             | Lieu           | Résultat | Buteurs pour le SM Caen                          | Points | Place | Affluence |
| -------------------------- | ------- | ---------------------- | -------------- | -------- | ------------------------------------------------ | ------ | ----- | --------- |
| samedi 9 août 2014         | J01     | Évian TG               | Ext.           | 0-3      | Kanté 12e, Duhamel 32e, 37e                      | 3      | 1er   | 9 915     |
| vendredi 15 août 2014      | J02     | LOSC Lille             | Dom. (Le Mans) | 0-1      | —                                                | 3      | 9e    | 12 664    |
| samedi 23 août 2014        | J03     | Stade de Reims         | Ext.           | 0-2      | Kanté 83e, Bazile 90+1e                          | 6      | 4e    | 12 015    |
| samedi 30 août 2014        | J04     | Stade rennais FC       | Dom. (Le Mans) | 0-1      | —                                                | 6      | 9e    | 12 767    |
| samedi 13 septembre 2014   | J05     | AS Saint-Etienne       | Ext.           | 1-0      | —                                                | 6      | 12e   | 26 293    |
| samedi 20 septembre 2014   | J06     | Toulouse FC            | Ext.           | 3-3      | Raspentino 7e, Nangis 76e, Calvé 86e             | 7      | 10e   | 13 058    |
| mercredi 24 septembre 2014 | J07     | Paris Saint-Germain    | Dom.           | 0-2      | —                                                | 7      | 14e   | 19 988    |
| dimanche 28 septembre 2014 | J08     | RC Lens                | Ext. (Amiens)  | 0-0      | —                                                | 8      | 13e   | 8 525     |
| samedi 4 octobre 2014      | J09     | Olympique de Marseille | Dom.           | 1-2      | Musavu-King 84e                                  | 8      | 17e   | 20 501    |
| dimanche 19 octobre 2014   | J10     | Girondins de Bordeaux  | Ext.           | 1-1      | Bazile 77e                                       | 9      | 18e   | 19 798    |
| samedi 25 octobre 2014     | J11     | FC Lorient             | Dom.           | 2-1      | Nangis 3e, Duhamel 53e (pen.)                    | 12     | 15e   | 15 963    |
| samedi 1er novembre 2014   | J12     | FC Metz                | Ext.           | 3-2      | Calvé 65e, Koïta 83e                             | 12     | 15e   | 17 864    |
| samedi 8 novembre 2014     | J13     | FC Nantes              | Dom.           | 1-2      | Duhamel 24e                                      | 12     | 17e   | 17 900    |
| samedi 22 novembre 2014    | J14     | AS Monaco FC           | Ext.           | 2-2      | Koïta 50e, Kondogbia 59e (csc)                   | 13     | 16e   | 7 508     |
| samedi 29 novembre 2014    | J15     | Montpellier HSC        | Dom.           | 1-1      | Duhamel 40e                                      | 14     | 17e   | 14 976    |
| mercredi 3 décembre 2014   | J16     | EA Guingamp            | Ext.           | 5-1      | Yahia 17e                                        | 14     | 18e   | 13 423    |
| samedi 6 décembre 2014     | J17     | OGC Nice               | Dom.           | 2-3      | Duhamel 39e (pen.), Nangis 45e                   | 14     | 19e   | 13 487    |
| vendredi 12 décembre 2014  | J18     | Olympique lyonnais     | Ext.           | 3-0      | —                                                | 14     | 20e   | 32 972    |
| samedi 20 décembre 2014    | J19     | SC Bastia              | Dom.           | 1-1      | Féret 73e                                        | 15     | 20e   | 14 021    |
| samedi 10 janvier 2015     | J20     | LOSC Lille             | Ext.           | 1-0      | —                                                | 15     | 20e   | 34 334    |
| samedi 17 janvier 2015     | J21     | Stade de Reims         | Dom.           | 4-1      | Féret 3e, Privat 9e, Yahia 29e, Koïta 76e (pen.) | 18     | 20e   | 13 193    |
| dimanche 25 janvier 2015   | J22     | Stade rennais FC       | Ext.           | 1-4      | Privat 4e, Nangis 50e, Féret 85e, Da Silva 89e   | 21     | 18e   | 18 091    |
| dimanche 1er février 2015  | J23     | AS Saint-Etienne       | Dom.           | 1-0      | Féret 41e                                        | 24     | 15e   | 19 432    |
| samedi 7 février 2015      | J24     | Toulouse FC            | Dom.           | 2-0      | Privat 17e, Féret 72e (pen.)                     | 27     | 14e   | 13 960    |
| samedi 14 février 2015     | J25     | Paris Saint-Germain    | Ext.           | 2-2      | Sala 89e, Bazile 90+2e                           | 28     | 15e   | 45 571    |
| samedi 21 février 2015     | J26     | RC Lens                | Dom.           | 4-1      | Féret 7e (pen.), Sala 35e, 75e, Bazile 36e       | 31     | 14e   | 17 751    |
| vendredi 27 février 2015   | J27     | Olympique de Marseille | Ext.           | 2-3      | Seube 67e, Sala 70e, Benezet 87e                 | 34     | 12e   | 44 614    |
| samedi 7 mars 2015         | J28     | Girondins de Bordeaux  | Dom.           | 1-2      | Privat 72e                                       | 34     | 14e   | 20 067    |
| samedi 14 mars 2015        | J29     | FC Lorient             | Ext.           | 2-1      | Bazile 41e                                       | 34     | 14e   | 12 877    |
| samedi 21 mars 2015        | J30     | FC Metz                | Dom.           | 0-0      | —                                                | 35     | 14e   | 15 810    |
| dimanche 5 avril 2015      | J31     | FC Nantes              | Ext.           | 1-2      | Sala 80e (pen.), Lemar 90+2e                     | 38     | 12e   | 25 560    |
| dimanche 12 avril 2015     | J32     | AS Monaco FC           | Dom.           | 0-3      | —                                                | 38     | 13e   | 20 065    |
| vendredi 17 avril 2015     | J33     | Montpellier HSC        | Ext.           | 1-0      | —                                                | 38     | 13e   | 11 308    |
| samedi 25 avril 2015       | J34     | EA Guingamp            | Dom.           | 0-2      | —                                                | 38     | 15e   | 18 807    |
| samedi 2 mai 2015          | J35     | OGC Nice               | Ext.           | 1-1      | Benezet 15e                                      | 39     | 14e   | 19 009    |
| samedi 9 mai 2015          | J36     | Olympique lyonnais     | Dom.           | 3-0      | Benezet 41e 44e, Privat 85e                      | 42     | 13e   | 19 842    |
| samedi 16 mai 2015         | J37     | SC Bastia              | Ext.           | 1-1      | Privat 10e                                       | 43     | 15e   | 14 902    |
| samedi 23 mai 2015         | J38     | Évian TG               | Dom.           | 3-2      | Bazile 60e 68e,Sougou 66e (csc)                  | 46     | 13e   | 19 937    |

### Coupe de France
Le Stade Malherbe participe à la 98e édition de la coupe de France, une compétition à élimination directe mettant aux prises les clubs de football amateurs et professionnels à travers la France métropolitaine et les DOM-TOM. Elle est organisée par la FFF et ses ligues régionales.
| Date                    | Tour           | Adversaire | Lieu | Résultat | Buteurs pour le SM Caen | Affluence |
| ----------------------- | -------------- | ---------- | ---- | -------- | ----------------------- | --------- |
| dimanche 4 janvier 2015 | 32es de finale | Dijon FCO  | Caen | 2-3      | Kanté 17e, Adéoti 45e   | 4 684     |

### Coupe de la Ligue
La Coupe de la Ligue 2014-2015 est la 21e édition de la Coupe de la Ligue, compétition à élimination directe organisée par la Ligue de football professionnel (LFP) depuis 1994, qui rassemble uniquement les clubs de Ligue 1, Ligue 2 et ceux de National ayant conservé leur statut professionnel. Depuis 2009, la LFP a instauré un nouveau format de coupe plus avantageux pour les équipes qualifiées pour une coupe d'Europe.
| Date                   | Tour           | Adversaire    | Lieu | Résultat   | Buteurs pour le SM Caen                            | Affluence | Diffuseur |
| ---------------------- | -------------- | ------------- | ---- | ---------- | -------------------------------------------------- | --------- | --------- |
| mardi 28 octobre 2014  | 1/16 de finale | Clermont Foot | Dom. | 4 - 3 a.p. | Féret 56e, Duhamel 73e, Bazile 83e, Duhamel 120+2e | 8 635     |           |
| mardi 16 décembre 2014 | 1/8 de finale  | SC Bastia     | Ext. | 3 - 2 a.p. | Privat 12e, Saez 72e                               | 3 034     | France 4  |

## Équipe réserve
L'équipe réserve, dirigée par l'ancien professionnel Grégory Proment, évolue dans le groupe C de CFA 2. À la trêve hivernale, elle pointe au 9e rang sur 14, mais connaît par la suite un passage à vide difficile (une seule victoire en dix matchs, de janvier à mars). Elle parvient en fin de championnat à assurer son maintien grâce à plusieurs victoires d'affilée.

## Statistiques

### Buteurs (toutes compétitions)
| Rang | Joueur             | Ligue 1 | Coupe de France | Coupe de la Ligue | Total |
| ---- | ------------------ | ------- | --------------- | ----------------- | ----- |
| 1    | Hervé Bazile       | 7       | 0               | 1                 | 8     |
| 1    | Mathieu Duhamel    | 6       | 0               | 2                 | 8     |
| 2    | Julien Féret       | 6       | 0               | 1                 | 7     |
| 2    | Sloan Privat       | 6       | 0               | 1                 | 7     |
| 4    | Emiliano Sala      | 5       | 0               | 0                 | 5     |
| 5    | Nicolas Benezet    | 4       | 0               | 0                 | 4     |
| 5    | Lenny Nangis       | 4       | 0               | 0                 | 4     |
| 7    | Fodé Koïta         | 3       | 0               | 0                 | 3     |
| 7    | N'Golo Kanté       | 2       | 1               | 0                 | 3     |
| 9    | Jean Calvé         | 2       | 0               | 0                 | 2     |
| 9    | Alaeddine Yahia    | 2       | 0               | 0                 | 2     |
| 11   | Damien Da Silva    | 1       | 0               | 0                 | 1     |
| 11   | Thomas Lemar       | 1       | 0               | 0                 | 1     |
| 11   | Yrondu Musavu-King | 1       | 0               | 0                 | 1     |
| 11   | Nicolas Seube      | 1       | 0               | 0                 | 1     |
| 11   | Florian Raspentino | 1       | 0               | 0                 | 1     |
| 11   | Jordan Adéoti      | 0       | 1               | 0                 | 1     |
| 11   | José Saez          | 0       | 0               | 1                 | 1     |

### Passeurs (toutes compétitions)
| Rang | Joueur              | Ligue 1 | Coupe de France | Coupe de la Ligue | Total |
| ---- | ------------------- | ------- | --------------- | ----------------- | ----- |
| 1    | Julien Féret        | 4       | 0               | 0                 | 4     |
| 2    | Hervé Bazile        | 3       | 0               | 0                 | 3     |
| 2    | Florian Raspentino  | 3       | 0               | 0                 | 3     |
| 4    | Dennis Appiah       | 1       | 0               | 1                 | 2     |
| 4    | Lenny Nangis        | 1       | 0               | 1                 | 2     |
| 6    | Jean-Jacques Pierre | 1       | 0               | 0                 | 1     |
| 6    | N'Golo Kanté        | 1       | 0               | 0                 | 1     |
| 6    | Jean Calvé          | 1       | 0               | 0                 | 1     |
| 6    | Fodé Koita          | 1       | 0               | 0                 | 1     |
| 6    | Jordan Adéoti       | 1       | 0               | 0                 | 1     |
| 6    | Thomas Lemar        | 0       | 0               | 1                 | 1     |
| 6    | Nicolas Seube       | 0       | 0               | 1                 | 1     |

### Feuilles de match
1. ↑  « Feuille de match Évian TG - SM Caen », sur lfp.fr, LFP, 9 août 2014
2. ↑  « Feuille de match SM Caen - LOSC Lille », sur lfp.fr, LFP, 15 août 2014
3. ↑  « Feuille de match Stade de Reims - SM Caen », sur lfp.fr, LFP, 23 août 2014
4. ↑  « Feuille de match SM Caen - Stade Rennais FC », sur lfp.fr, LFP, 30 août 2014
5. ↑  « Feuille de match AS Saint-Etienne - SM Caen », sur lfp.fr, LFP, 13 septembre 2014
6. ↑  « Feuille de match Toulouse FC - SM Caen », sur lfp.fr, LFP, 20 septembre 2014
7. ↑  « Feuille de match SM Caen - Paris Saint-Germain », sur lfp.fr, LFP, 24 septembre 2014
8. ↑  « Feuille de match RC Lens - SM Caen », sur lfp.fr, LFP, 28 septembre 2014
9. ↑  « Feuille de match SM Caen - Olympique de Marseille », sur lfp.fr, LFP, 4 octobre 2014
10. ↑  « Feuille de match Girondins de Bordeaux - SM Caen », sur lfp.fr, LFP, 19 octobre 2014
11. ↑  « Feuille de match SM Caen - FC Lorient », sur lfp.fr, LFP, 25 octobre 2014
12. ↑  « Feuille de match FC Metz - SM Caen », sur lfp.fr, LFP, 1er novembre 2014
13. ↑  « Feuille de match SM Caen - FC Nantes », sur lfp.fr, 8 novembre 2014
14. ↑  « Feuille de match AS Monaco - SM Caen », sur lfp.fr, 22 novembre 2014
15. ↑  « Feuille de match SM Caen - Montpellier HSC », sur lfp.fr, LFP, 29 novembre 2014
16. ↑  « Feuille de match EA Guingamp - SM Caen », sur lfp.fr, LFP, 3 décembre 2014
17. ↑  « Feuille de match SM Caen - OGC Nice », sur lfp.fr, LFP, 6 décembre 2014
18. ↑  « Feuille de match Olympique Lyonnais - SM Caen », sur lfp.fr, LFP, 12 décembre 2014
19. ↑  « Feuille de match SM Caen - SC Bastia », sur lfp.fr, LFP, 20 décembre 2014
20. ↑  « Feuille de match SM Caen - LOSC Lille », sur lfp.fr, LFP, 10 janvier 2015
21. ↑  « Feuille de match SM Caen - Stade de Reims », sur lfp.fr, LFP, 17 janvier 2015
22. ↑  « Feuille de match Stade Rennais FC - SM Caen », sur lfp.fr, LFP, 25 janvier 2015
23. ↑  « Feuille de match  SM Caen - AS Saint-Etienne », sur lfp.fr, LFP, 1er février 2015
24. ↑  « Feuille de match SM Caen - Toulouse FC », sur lfp.fr, LFP, 7 février 2015
25. ↑  « Feuille de match SM Caen - Paris Saint-Germain », sur lfp.fr, LFP, 14 février 2015
26. ↑  « Feuille de match SM Caen - racing club de Lens », sur lfp.fr, LFP, 21 février 2015
27. ↑  « Feuille de match Olympique de Marseille - SM Caen », sur lfp.fr, LFP, 27 février 2015
28. ↑  « Feuille de match Girondins de Bordeaux - SM Caen », sur lfp.fr, LFP, 7 mars 2015
29. ↑  « Feuille de match FC Lorient - SM Caen », sur lfp.fr, LFP, 14 mars 2015
30. ↑  « Feuille de match FC Metz - SM Caen », sur lfp.fr, LFP, 21 mars 2015
31. ↑  « Feuille de match FC Nantes - SM Caen », sur lfp.fr, LFP, 5 avril 2015
32. ↑  « Feuille de match SM Caen - AS Monaco », sur lfp.fr, LFP, 12 avril 2015
33. ↑  « Feuille de match Montpellier HSC - SM Caen », sur lfp.fr, LFP, 17 avril 2015
34. ↑  « Feuille de match SM Caen - EA Guingamp », sur lfp.fr, LFP, 25 avril 2015
35. ↑  « Feuille de match OGC Nice - SM Caen », sur lfp.fr, LFP, 2 mai 2015
36. ↑  « Feuille de match SM Caen - Olympique Lyonnais », sur lfp.fr, LFP, 9 mai 2015
37. ↑  « Feuille de match SC Bastia - SM Caen », sur lfp.fr, LFP, 16 mai 2015
38. ↑  « Feuille de match SM Caen - Évian TG », sur lfp.fr, LFP, 23 mai 2015
39. ↑  « Feuille de match SM Caen-Dijon FCO », sur lfp.fr, 4 janvier 2015
40. ↑  « Feuille de match SM Caen - Clermont Foot », sur lfp.fr, 28 octobre 2014
41. ↑  « Feuille de match SC Bastia - SM Caen », sur lfp.fr, 16 décembre 2014